# Marcus Hansson
Marcus Hansson   (Borås, 18 d'octubre de 1969) és un ex-pilot de motocròs suec, Campió del Món de 500cc el 1994 amb Honda. Fou també Campió Nòrdic i Campió de Suècia. Hansson començà a pilotar motocicletes de motocròs a 10 anys, a la pista que hi havia a Borås, dins d'un camp d'entrenament de l'exèrcit. A 15 anys guanyà la seva primera cursa i va anar perfeccionant-se ràpidament. A 18 anys va debutar en el Campionat del Món de Motocròs de 250cc i el 1990 guanyà el Campionat de Suècia de la mateixa cilindrada. Durant els anys següents va passar als 500 cc i n'esdevingué campió del món el 1994. Un any després de guanyar el títol, el 1995, hagué d'abandonar la competició arran d'una lesió que patí en una cursa de supercross.
Actualment fa d'entrenador al club FMCK Borås, amb el qual havia corregut durant la seva carrera. El seu germà petit, Joakim Hansson, també hi havia corregut.

## Palmarès al mundial de motocròs
| Any  | Motocicleta | 500cc |
| ---- | ----------- | ----- |
| 1992 | Kawasaki    | 10è   |
| 1993 | Honda       | 4t    |
| 1994 | Honda       | 1r    |